# Intelsat 4
Intelsat 4, vormals PanAmSat 4 oder PAS-4, war ein Fernsehsatellit des Satellitenbetreibers Intelsat. 

## Missionsverlauf
Er wurde am 3. August 1995 an Bord einer Ariane 4-Trägerrakete vom Raumfahrtzentrum Guayana ins All befördert und besaß eine erwartete Lebensdauer von etwa 15 Jahren.
Im Jahr 2000 wurde bekannt, dass einer der beiden Hauptcomputer des Satelliten ausgefallen war. Inzwischen wurde PanAmSat von Intelsat übernommen und wurde am dem 1. Februar 2007 als Intelsat 4 bezeichnet, wobei er mit dem Backup-Steuerungscomputer weiterbetrieben wird.
Am 1. Februar 2010 fiel der Satellit gegen 01:28 MEZ laut Betreiber endgültig aus.

## Empfang
Der Satellit konnte in Europa, Afrika, Asien, Indien und dem Nahen Osten empfangen werden. 
Die Übertragung erfolgte im C- und Ku-Band mit Hilfe einer 7 m großen Antenne.